# Índrik
En la tradició russa, la bèstia Índrik (en rus: Индрик-зверь) és una bèstia mítica, el rei de tots els animals, que viu en una muntanya coneguda com a Muntanya Santa on ningú més pot posar els peus. Quan es mou, la Terra tremola. El mot índrik és una versió corrupta de la paraula «unicorn» en rus. L'índrik és descrit com un bou gegantesc amb el cap d'un cavall i una enorme banya al musell. L'indricoteri, el mamífer terrestre més gran de tots els temps, li deu el seu nom.